# Misery Signals
Misery Signals is een Amerikaanse metalcore-band gevormd in 2002 door Jesse Zaraska, Ryan Morgan en Kyle Johnson. De band heeft in totaal vier studioalbums uitgegeven.
Misery Signals heeft met vele bekende bands getoerd. Enkele van deze bands zijn Norma Jean, All That Remains, The Human Abstract, Bleeding Through, Zao, Darkest Hour en The Chariot.

## Geschiedenis
Misery Signals is een metalcore-band die werd gevormd in 2002 nadat de bands 7 Angels 7 Plagues, Hamartia en Compromise uit elkaar vielen. Voormalig Compromise-zanger Jesse Zaraska werd benaderd door Ryan Morgan en Kyle Johnson om een nieuw project te starten: Misery Signals.
Jeff Aust van Hamartia werd gevraagd om als tweede gitarist bij de band te komen en de broer van Ryan Morgan, Branden, werd gevraagd als drummer. Aust verliet al snel de band om verder te gaan bij de hardcore punk-band With Honor.
Uiteindelijk kwam de band bij Ferret Records terecht en bracht daar het debuutalbum Of Malice and the Magnum Heart uit. Na een lange tournee besloot Zaraska om de band te verlaten en zich te focussen op de iets minder agressieve band Sleeping Girl. Via MySpace heeft de rest van de band vervolgens de nieuwe zanger Karl Schubach gevonden, waarmee ze het album Mirrors opnamen. In 2006 stonden ze met het album Mirrors op nummer 31 van de Top Heatseakers-lijst.

## Bandleden
- Karl Schubach - zang
- Ryan Morgan - gitaar
- Branden Morgan - drums

### Voormalige bandleden
- Jesse Zaraska - zang
- Jeff Aust - gitaar
- Stuart Ross -gitaar
- Kyle Johnson - basgitaar

## Discografie

### Studioalbums
- Of Malice and the Magnum Heart (2004)
- Mirrors (2006)
- Controller (2008)
- Absent Light (2013)

### Ep's
- Misery Signals (2003)